# Капустино (Палкінський район)
Капустино (рос. Капустино) — присілок в Палкінському районі Псковської області Російської Федерації.
Населення становить 9 осіб. Входить до складу муніципального утворення Палкінська волость.

## Історія
Від 2015 року входить до складу муніципального утворення Палкінська волость.

## Населення
| 2001 | 2002 | 2010 | 2012 | 2016 |
| ---- | ---- | ---- | ---- | ---- |
| 17   | ↘10  | ↘7   | ↗9   | →9   |